# Седянка
Седянката е стар български обичай, ритуал, практикуван в миналото най-вече по селата.

## Етимология
Името идва от глагола седя, тъй като това е една от основните дейности по време на седянка.

## Организация
На седенките се събират само млади хора, които са готови за женитба. Това става около седенкарския огън. Най-активното време за седенкуване е през есента и зимата, когато момите не са заети с полска работа, а ергените са се върнали от гурбетуване. Момата, решила да организира в дома си седенкуване, се събира с няколко свои дружки в двора на къщата. Групата намира най-високото възможно място на дома (от високо могат „да чуят надалеко, дека е седянката“) и оттам се изпяват няколко песни. Този песенен сигнал е за ергените. Момите обикновено се занимават с някаква работа - предат, шият, навиват прежда и същевременно пеят, разказват легенди, гатанки, предания, приказки, танцуват и се надиграват, задяват се и се закачат с ергените. Стараят се да покажат уменията си в „ръкоделни“ женски занятия.
Според патриархалните норми на старото българско общество се счита за неприлично момата да избира своя любим. Когато момците пристигат на седянката, те гърмят, викат и свирят. Обикновено сядат по двойки, всеки момък до избраницата на сърцето си. „Вземането на китката“ е съществен и много важен момент за засвидетелстване на любовта. Момъкът краде китката и след това я носи на видно място, за да се знае, че има любима. Девойката от своя страна, ако се завърне без цвете, се знае, че е „взета“.
Ако родителите на младите се противопоставят на техния брак, момъкът краде любимата си или тя му пристава, което в повечето случаи става по време на седянката. Веселбата продължава до зори, до първи петли. Първи си отиват ергените, а след тях момите. Типична българска седянка е описана в романа на Иван Вазов „Под игото“.

## Други
На седянката е наречена улица в квартал „Карпузица“ в София (Карта).

## Архаизъм
Соаре (на френски: soirée) – думата се употребява с разширеното ѝ смислово значение на увеселение.